# ویکتور دیاز (بازیکن فوتبال، زاده ۱۹۹۱)
ویکتور دیاز (انگلیسی: Víctor Díaz؛ زادهٔ ۲۹ مارس ۱۹۹۱) بازیکن فوتبال اهل اسپانیا است.